# Departamento de Bella Vista
Departamento de Bella Vista är en kommun i Argentina.   Den ligger i provinsen Corrientes, i den nordöstra delen av landet, 700 km norr om huvudstaden Buenos Aires. Antalet invånare är 35 350.
Trakten runt Departamento de Bella Vista består i huvudsak av gräsmarker. Runt Departamento de Bella Vista är det glesbefolkat, med 19 invånare per kvadratkilometer.